# グアム大学アドベンチャースポーツキャンプ
グアム大学アドベンチャースポーツキャンプ（グアムだいがくアドベンチャースポーツキャンプ、University of guam adventure sports camp）は、グアム大学が、夏休み期間中に開催しているスポーツキャンプ。グアム在住者および海外からの児童を対象としている。日本、韓国、台湾等からの児童も毎年参加している。
2013年度は5/20-8/2までの期間開催された。2014年度は5/19-8/1、2015年度は5/25-8/7、2019年度は6/3-8/16に開催された。
グアム大学に一番近い宿泊施設はレオパレスリゾート・グアム、宿泊者にプログラムの予約代行をしている。

## 目的
5歳から15歳までの年齢別に分かれて、グアム大学体育館でのレクレーション、スポーツ、遊び等の体験をする。グアム大学のボランティアの学生が児童のスポーツキャンプを補助する。単にデイケア（日本におけるデイケア（福祉・医療関係施設が提供するサービス）ではなくプレスクールやサマーキャンプの意）というのではなく、位置づけとしては家庭や学校における学習や生活の延長としている。

## 内容
グアム大学体育館でのスポーツ、レクレーションおよび学外での課外活動がプログラム内容となる。スポーツはバスケット、ドッジボール。レクレーション、課外活動は、つり、映画鑑賞、プールでの実習など。
時間は9：00～17：00まで、期間中の月ー金曜日までがスポーツキャンプの実施日となる。英会話のプログラムではなくスポーツやレクレーションを通じて英語と触れ合うプログラムである。子供のみで参加のプログラムであり、年齢別にプログラムがわかれているので、子供の成長とともに上のクラスでプログラムに参加できる。

## 対象年齢
プログラム内容は年齢により４つに分類されている。高学年になるほど自立心を高めるプログラム内容となっている。
1. Camp ABC's（5-6歳）
2. Camp Discover's（7-8歳）
3. Camp Explorers（9-11歳）
4. Camp Extreme（12-15歳）